# Anthony Cistaro
Anthony Cistaro (* 8. Juni 1963 in Kirksville, Missouri) ist ein US-amerikanischer Schauspieler.

## Leben
Anthony Ciistaro kam in Kirksville, Missouri als eines von sechs Kindern eines Lehrers und einer Sekretärin auf die Welt. Im Alter von drei Monaten zog seine Familie nach San Francisco, Kalifornien, wo er seine Jugend verbrachte. Nach der Highschool besuchte er die Loyola Marymount University in Los Angeles, wo er mit einem Bachelor of Arts in Französisch und in Kommunikationswissenschaften abschloss. Nach einigen Gastrollen in Fernsehserien lernte er Schauspiel bei Stella Adler und verbrachte einige Jahre im American Repertory Theatre an der Harvard University. Neben seiner Theatertätigkeit trat er außerdem in diversen Fernsehserien auf. Eine Hauptrolle hatte er in der Serie Witchblade – Die Waffe der Götter als Kenneth Irons. Wiederkehrende Rollen hatte er in den Serien Charmed – Zauberhafte Hexen und Angel – Jäger der Finsternis.

## Filmografie (Auswahl)
- 1990–1992: Cheers
- 1998: Carol läßt nicht locker (Alright Already)
- 1999–2000: Angel – Jäger der Finsternis (Angel)
- 2001–2002: Witchblade – Die Waffe der Götter (Witchblade)
- 2006: Charmed – Zauberhafte Hexen (Charmed)
- 2020: All Day and a Night